# Meltdown (zranitelnost)
Meltdown je hardwarová zranitenost, která postihuje procesory Intel x86 a některé mikroprocesory ARM. Umožňuje podvodnému procesu (malware) číst jakékoliv místo v operační paměti počítače, tedy i z prostoru jádra operačního systému nebo jiného procesu bez ohledu na to, zda k tomu má oprávnění.
Meltdown postihl systémy Microsoft Windows, iOS, MacOS i Linux. V důsledku toho byly postižené i cloudové služby, vestavěná i chytrá zařízení (smart TV, mobilní zařízení, řídící prvky sítí atd.). Softwarové řešení snižovalo výkon počítačů podle typu zátěže v rozsahu 5 až 30 %, přestože společnosti zodpovědné za opravy uváděly minimální dopad.
Zranitelnosti Meltdown bylo v lednu 2018 přiděleno CVE-2017-5754, označované jako Podvodné čtení z datové cache. Zranitelnost byla odhalena v souvislosti s jinou zranitelností (Spectre), která má podobné charakteristiky (ne však všechny).

### External links
- Officiální web zranitelností Meltdown a Spectre
- článek na Google Project Zero
- CVE-2017-5754 v National Vulnerability Database
- Meltdown proof-of-concept uvolněný výzkumníky, kteří zveřejnili podrobnosti o Meltdown
- Am I Affected by Meltdown – nástroj na zjištění zranitelnosti Meltdown, který vytvořil Raphael S. Carvalho
- Meltdown/Spectre Checker od Gibson Research Corporation